# Hypnum dieckei
Hypnum dieckei är en bladmossart som beskrevs av Ferdinand François Gabriel Renauld och Jules Cardot 1890,. Hypnum dieckei ingår i släktet flätmossor, och familjen Hypnaceae. Inga underarter finns listade i Catalogue of Life.